# آرون لورانس
آرون لورانس (بالإنجليزية: Aaron Lawrence)‏ (مواليد 11 أغسطس 1970) هو لاعب كرة قدم. يلعب مع منتخب جامايكا لكرة القدم. سبق له أن لعب في كأس العالم لكرة القدم مع منتخب بلاده.

## الروابط الخارجية
- آرون لورانس على موقع الاتحاد الدولي (مؤرشف)  (الإنجليزية)
- آرون لورانس على موقع قاعدة بيانات كرة القدم.إي يو (الإنجليزية)
- آرون لورانس على موقع ناشيونال فوتبول تيمز (الإنجليزية)
- آرون لورانس على موقع Soccerbase.com (لاعب) (الإنجليزية)